# Театр С.А.Д.
Теа́тр С. А. Д. (Театр Содружества Артистов Драмы) — московский драматический театр, образованный в 2011 году. Основатель и руководитель театра — Кирилл Рубцов.

## История создания
Театр Содружества Артистов Драмы  вырос из спектакля «Аркадия» по одноименной пьесе английского драматурга Тома Стоппарда.
В ходе репетиций были разработана программа развития театра и обсуждён состав труппы, костяк которой составляют артисты известных театров Москвы: Театра Вахтангова, Содружества актёров Таганки, Театра Романа Виктюка, Театра «Сфера», Малого Театра.
"Театр С. А. Д. — спектакли в старинной пальмовой оранжерее".
С 2011 до 2020 г. театр действовал в мало приспособленном для спектаклей небольшом помещении конференц-зала в оранжерее на исторической территории ботанического сада биологического факультета МГУ (г. Москва, пр. Мира, д. 26 , «Аптекарский огород»).

## Репертуар
- 8 мая 2011 — «Аркадия» по пьесе Тома Стоппарда. Режиссёр — Ирина Пахомова;
- 17 декабря 2012 — «Памяти Вахтангова. Принцесса Турандот»/ «Турандот. Жизнь Вахтангова»/«Турандот. Вахтангов» по пьесе Карло Гоцци «Турандот». Режиссёр — Ирина Пахомова;
- 12 апреля 2013 — «Балаган» по пьесе Чарльза Мори. Режиссёр — Ирина Пахомова;
- 26 декабря 2014 — «Щелкунчик в стиле стимпанк» по мотивам сказки Э. Т. А. Гофмана «Щелкунчик и Мышиный король». Режиссёры — Мария Литвинова и Вячеслав Игнатов. Хореограф — Андрей Меркурьев;
- 12 ноября 2015 — «Шекспир. Ночь» — спектакль-коллаж по ночным сценам из пьес Уильяма Шекспира. Режиссёр — Виктор Алфёров. Хореограф — Андрей Меркурьев;
- 26 ноября 2016 — «Вся жизнь впереди» — спектакль-интервью по роману Эмиля Ажара. Режиссёр — Виктор Алфёров. Хореограф — Андрей Меркурьев;
- 27 ноября 2017 — «Маркес. Без слов» — пластический спектакль по мотивам произведений Габриэль Гарсиа Маркес. Режиссер и автор идеи — Валерий Ушаков;
- 15 февраля 2020 — «Аркадия» — спектакль по мотивам пьесы «Гарольд и Мод», автор — Колин Хиггинс. Режиссер — Владимир Киммельман. Автор инсценировки — Агнесса Петерсон. Хореограф — Андрей Меркурьев.

В мае 2013 года на премьере спектакля по собственной пьесе «Балаган» побывал американский драматург, режиссёр и продюсер Чарльз Мори, посмотрев также спектакль «Аркадия» по пьесе Тома Стоппарда:
Мне очень понравилось. Разумеется, я не знаю язык, но хорошо знаю пьесу, так что для меня очевидно, что это успех. Когда я сижу в битком набитом зале, бок о бок со зрителями, и вижу, как они принимают спектакль, в каких местах смеются и как именно, я понимаю, что спектакль именно таков, каким я его задумал… Ирина Пахомова замечательный режиссёр, которой подвластно в театре очень многое. Я уже посмотрел «Аркадия» Тома Стоппарда в её постановке — сильный и глубокий спектакль. Постановка театра С. А. Д. меня очень порадовала, это настоящий театр. Жаль, что не могу остаться до субботы и посмотреть у них «Жизнь Вахтангова. Принцесса Турандот»… 

## Публикации в прессе
- И смех, и слёзы, и любовь… (отзывы зрителей о спектакле «Аркадия»), апрель 2020 г.. Информационное издание YESTOTO, Наталия Козлова.